# Alice Anderson
Pour les articles homonymes, voir Anderson.
Alice Anderson, née en 1972, est une sculptrice et vidéaste franco-britannique. Elle travaille principalement avec le fil de cuivre. Est principalement connue pour ses sculptures, performances et films. Elle a étudié au Goldsmiths College of Art à Londres et aux Beaux-Arts de Paris.

## Travail de l’artiste
Alice Anderson a été reconnue dès 1999 pour les films qu’elle réalise jusqu’en 2007, période à laquelle elle commence à créer des sculptures avec des éléments de son propre corps (2008).
En 2011, le travail d’Anderson prend une nouvelle direction après avoir exposé au Freud Museum de Londres, où elle a travaillé sur le métier à tisser d'Anna Freud et initia ses premières œuvres géométriques faites de ligne et de laine,.
De retour dans son atelier, elle commence à utiliser du fil cuivré. « Je démontais et remontais des objets. Au cours d’une de ces séances de désossage, je suis tombée sur un réveil qui contenait une bobine de fil de cuivre à l’intérieur, cette matière aux propriétés conductives a été un déclencheur ».
En créant le projet « Weaving in the Studio », Anderson s’est mise à « tisser » de fil cuivré sur tous les objets autour d’elle, y compris les meubles et les éléments architecturaux dans son studio de Londres. Avec son fil, Anderson a cherché à engager des discussions collectives et des échanges humains, et elle a invité le public de ses expositions à se joindre à des actions, exprimant l'art comme un rituel collectif puissamment chargé. Cette expérience ouvre sa nouvelle pratique visant à « mémoriser » des objets, à les marquer comme pour conserver leurs données physiques. « Enfant, les objets étaient primordiaux. Au cours des interactions avec les adultes, toute mon attention se portait sur les objets associes aux personnes plutôt que sur les personnes elles-mêmes, aujourd’hui, les objets sont toujours essentiels. J’ai peur de casser ou de perdre les objets qui m'entourent. J’ai donc établi mes propres règles : si un objet est en passe de devenir obsolète, il peut se perdre dans le flot de la vie, je le « mémorise » avec du fil avant que cela ne se produise ».
En 2012, à la Whitechapel Gallery, elle a mémorisé, avec vingt-cinq performeurs, tous les livres apportés par le public[réf. nécessaire]. En 2014, pour la Saatchi Gallery, elle a réalisé « 181 Kilomètres », une sphère de deux mètres de diamètre en fil cuivré. Cette sculpture a nécessité une marche de 181 km de plusieurs jours, le fil à la main, en une présence apparentée au zen.
En 2015, Kate Forde a exposé les objets « mémorisés » en fil d’Anderson à la Wellcome Collection à Londres. Jonathan Jones du Guardian a décrit le travail comme « attaché dans la mémoire ». Il écrit : « La raison pour laquelle cela fonctionne, c’est parce la démarche d’Anderson est prodigieusement sérieuse. Elle est passionnée, obsessionnelle, son travail est intense et radical ». Les visiteurs ont été invités à participer à mémoriser une Ford Mustang. Lors d’une performance collective qui a duré 3 mois et a accueilli 40 000 visiteurs venus participer pour mémoriser collectivement, Anderson utilise également un matériau rugueux comme l'acier recyclé rouillé et travaille avec des mailles métalliques pour créer des sculptures de gestes répétitifs.
L’autre événement majeur est sa résidence artistique à l’Atelier Calder à Saché de janvier à juillet 2020où elle recommence a peindre. Alice Anderson y réalise d’immenses peintures où l’architecture imaginée par Alexander Calder prend vie par l'intermédiaire d’un rituel intime et quotidien de danses-performances spontanées. Elle mémorise également au fil de cuivre et de couleur la porte monumentale sculptée par Calder et la met en espace.
En 2020, Alice Anderson est nommée pour le prix Marcel Duchamp.

## Ère du numérique
Anderson explore d'autres façons de mémoriser les objets et les lieux en 3D à l'ère de la technologie digitale. « Le monde numérique nous donne des informations, la liberté, la créativité, et en même temps, il change fondamentalement le processus de notre mémorisation ». « En permanence immergés dans les trillions d'informations que les machines mémorisent pour nous ». Anderson répond à l'idée que notre mémoire pourrait désormais s'externaliser totalement et développe une méthode alternative pour « mémoriser » en 3D de façon « physique ». « Depuis quelques d’années l’essence de mon travail explore les mutations physiques et physiologiques que les transformations numériques du monde actuel vont nous faire traverser ».
Anderson a exprimé des intérêts entre l'Art et la science, « Worlds Colliding » avec Hans Ulrich Obrist et Martin Rees. « L'évolution numérique est un processus fascinant qui va se montrer décisif pour les mécanismes de la mémoire humaine comme l’a été l'invention de l'écriture. »

## Time Capsule
Alice Anderson explore constamment d’autres moyens de mémorisation, elle a déjà travaillé sur l'enregistrement d’objets en 3D à travers une interaction physique avec le fil. Plus récemment, l'artiste a poursuivi l'idée d’« enregistrer » des objets importants en créant des capsules d'histoire dynamiques. Les sculptures résultantes sont des totems conceptuels et minimalistes - prenant la taille et la forme des objets qu'ils contiennent.
« Les objets jouent encore un rôle important socialement, culturellement et spirituellement parce qu'ils sont liés à notre mémoire. Mais avec l'effet physique de la numérisation des images, des espaces et des objets 3D. Les données numériques que nous accumulons, créent une présence virtuelle anxiogène pour moi, en expansion qui génère une forte anxiété. Si un objet se casse, je l’enveloppe  dans l'acier qui forme une sorte de capsule que je laisse à l’extérieur pendant quelques semaines jusqu’à ce qu’elle rouille. Ensuite, je le mémorise et quand la performance rituelle est terminée, tout est réparé, comme une guérison. »
Comme de nombreux artistes, Anderson développe l'idée d’une archive du futur qui pour elle pourrait créer d'autres formes de conservation pouvant coexister avec la mémoire numérique.
Les performances rituelles autour de ces capsules qu’Anderson a développées sont pour elle « stimulantes » (Self Stimulating Rituals). « Je suis très sensible à la lumière, au son, et peux sentir de nombreuses vibrations provenant de différents matériaux. Quand la rouille des capsules est en contact avec ma peau, mon corps est comme « délimité » par cette matière et immédiatement je me sens comme entre deux mondes et c’est très stimulant ».
Anderson recrée une relation physique aux objets et aux espaces à travers des performances. Les cultures occidentales contemporaines doivent produire de nouvelles formes rituelles en réponse à la technologie numérique. C’est l'un des rôles des rituels aujourd'hui.

## Alice Anderson travelling Studio
En septembre 2012, Anderson fonde « Alice Anderson travelling Studio » après une première performance fondatrice à la Whitechapel Gallery à Londres. À l’image d’un laboratoire de performances, le Travelling Studio est défini comme un « espace itinérant » contenant un studio, une archive avec sa propre collection permanente et un espace invitant conservateurs, historiens et scientifiques à établir des liens entre les mondes et les communautés dans lequel les objets témoignent des questions de notre temps.
Si ce studio évoque la Factory d’Andy Warhol, pour Anderson, il doit être compris comme un lieu de solidarité de parole lié à des objets. « Les objets sont destinés à devenir des « Archéologies » contemporaines qui n’ont aucune valeur esthétique autre que celle de la performance ».
Le studio itinérant crée les conditions d’une expérience immersive; murs noirs, éclairage intense, mouvements répétitifs et le bruit des bobines qui frappent le sol, engagent chaque participant dans une action intense. Ces conditions produisent des expériences humaines et collectives fortes qui rappellent les danses rituelles ou la science du Qi (spiritualité).
Sans règle ou méthode particulière, les participants sont en mesure de contribuer à une sculpture collective. En utilisant le fil, chaque participant doit formuler ses propres gestes autour de son objet. Les petits objets génèrent une concentration intense, ce qui entraîne des mouvements plus rapides. Alors que de plus grands objets exigent des mouvements plus lents et la collaboration avec les autres. Dans les deux cas, les objets performatifs sont changés « comme par magie ». Ils transportent l'énergie collective et l'identité de chaque participant. Chaque nom du participant est associe a la sculpture collective a laquelle il a participe.
En 2011, le travail d'Anderson a été présenté au Freud Muséum de Londres. En 2013, les sculptures d’Alice Anderson ont été présentées à la 55e Biennale de Venise. En 2015, à la Wellcome Collection de Londres et à L'Espace Culturel Louis Vuitton de Paris. Des liens ont été établis entre Anderson et le mouvement post Minimaliste. En 2016, Anderson a installé une série de sculptures permanentes à l'espace historique Eiffel à Paris, ainsi qu'une série de sculptures à grande échelle dans une exposition de groupe à la Saatchi Gallery, à Londres. En 2017, Anderson a expose dans une exposition solo à UNIT9 à Londres et commence une série de représentations au Centre Pompidou, qui a acquis les sculptures générées par la performance « Floorboards data », pour sa collection permanente.